# Monocrom
|  | Per a altres significats, vegeu «Monocrom (desambiguació)». |

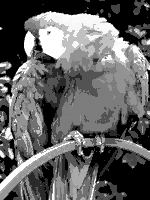
Una fotografia mostrada amb una paleta monocroma d'un nombre limitat de tonalitats

L'adjectiu monocrom (del grec μονόχρωμος, monochromos, d'un sol color) descriu pintures, esbossos, dissenys o fotografies que només utilitzen un color o tonalitats del mateix color. Les imatges que només utilitzen tonalitats del gris (amb blanc i negre o sense) s'anomenen en escala de grisos o en blanc i negre.